# Gloria Estefan
Gloria Estefan (født 1. september 1957 i Havana) er en amerikansk sangerinde, sangskriver, skuespiller og erhvervskvinde, med cubanske rødder.
Gloria Estefan kom til USA allerede da hun var 16 måneder gammel, da hendes familie flygtede fra den kommunistiske revolution på Cuba.[kilde mangler]
Hendes musikalske karriere begyndte i bandet Miami Sound Machine i 1975, der udgav flere spansksprogede albums, før de blev mere mainstream op fik stor succes med en poporienteret stil på engelsk. Det blev bl.a. til internationale hits som "Dr. Beat" og "1,2,3". Siden har hun udgivet flere albums, og hun er en af de mest succesfulde latinamerikanske popsangerinder gennem tiderne med et pladesalg på over 90 millioner eksemplarer.[kilde mangler]